# بيت سوريك

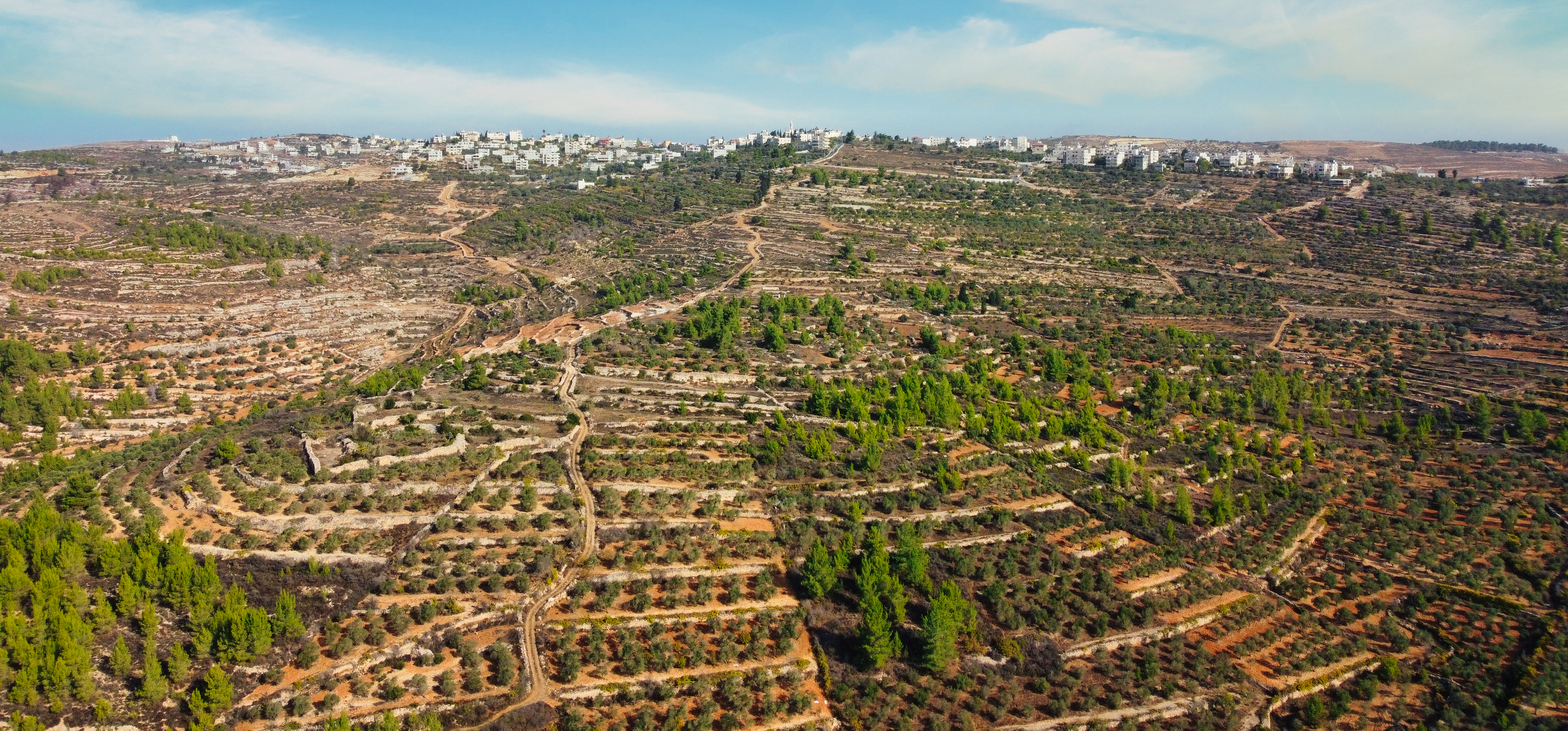
بيت سوريك وأراضي القرية

بيت سوريك هي قرية فلسطينية تتبع محافظة القدس وتبعد عنها 18 كم على ارتفاع 830 م عن سطح البحر، وأرضها تقع بمحاذاة خط الهدنة البريطاني عام 1948 من ثلاث جهات ولا يفصلها عن مدينة القدس سوى قرية لفتا المحتلة عام 1948. تبلغ مساحة أراضي القرية 6,949 دونما منها أراض مستوطنة واقعة على خط الهدنة تبلغ مساحتها 1,804 دونم. تحيط بالقرية أراضي قرى بدو، وبيت إكسا، وقطنة، وبيت نقوبا.

## الموقع الجغرافي
أكثر ما يميز القرية انها تقع على سلسلة جبال تطل على الطريق الرئيسي الواصل بين القدس وتل أبيب، وتشرف القرية على مدينة القدس من الجهة الغربية ضمن أراضي قرية دير ياسين ولفتا، قسطل، وقولونيا والنبي صموئيل. في الجهة الشرقية من بيت سوريك توجد قمة جبلية تقع ضمن منطقة C، وقبل عام 1967 كانت هذه القمة مستأجرة من قبل الجيش الأردني وبعد انسحابه منها، استعادها أصحابها وقاموا بزراعة جزء كبير منها، لذلك تعد هذه المنطقة موضع أطماع الإحتلال الصهيوني.

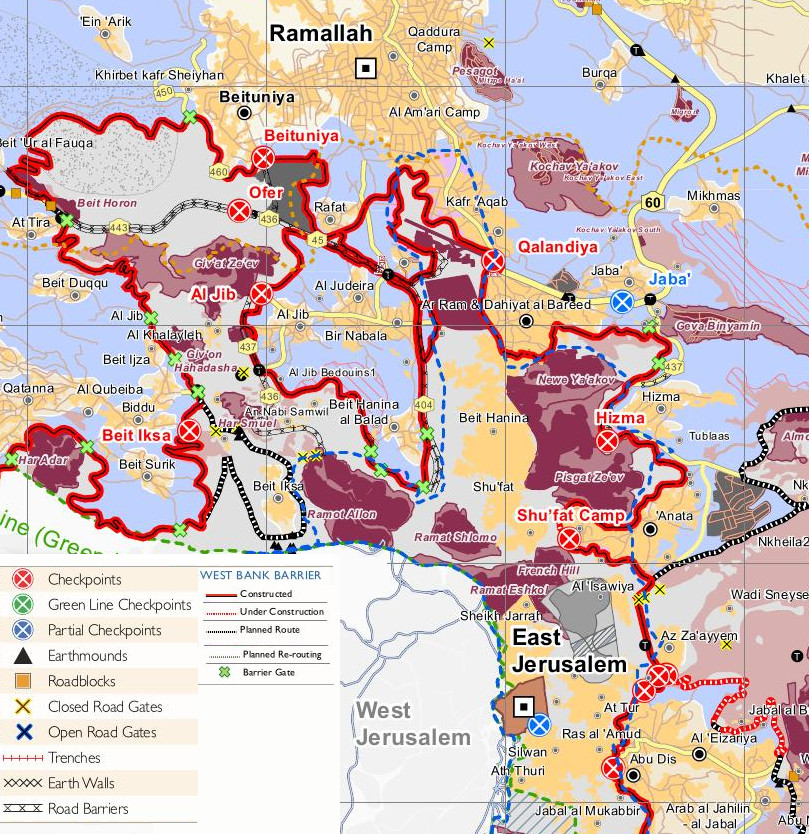
بيت سوريك

## السكان
يبلغ عدد سكان بيت سوريك 4500 نسمة تقريبا حسب تقديرات الجهاز المركزي للإحصاء الفلسطيني.

## التاريخ
تقع بيت سوريك في موقع قديم على قمة تل. تم العثور على أجزاء من أعمدة كورنثية، وأرضية فسيفساء ، مع نقش إهداء باللغة اليونانية وتابولا أنساتا، ‏ تم التنقيب عنها جزئيًا بواسطة إل إتش فينسينت في عام 1901.
كانت القرية تعرف في العهد الصليبي بإسم بيت سوريا . كانت واحدة من 21 قرية أعطاها الملك جودفري كإقطاعية لرهبان القبر المقدس. وقد تم ذكر القرية أيضًا في المصادر الصليبية في عام 1152  وما بعده. بحلول عام 1169، يبدو أن المستوطنين "اللاتينيين" (أي المسيحيين) قد استقروا هناك.  وبما أن الأسماء العربية النموذجية تظهر أيضًا في المصادر الصليبية عن بيت سوريك، فقد اقترح البعض أن الصليبيين استقروا في قرية مسلمة.

### العصر العثماني
تم دمج القرية في الدولة العثمانية في عام 1517 مع باقي المدن الفلسطينية، في عام 1596 ظهرت في سجلات الضرائب بأنها تقع في ناحية القدس في سنجق متصرفية القدس . وكان عدد سكانها 21 أسرة، كانوا سكان القرية يدفعون ضريبة ثابتة بنسبة 33.3% على القمح والشعير وأشجار الزيتون وكروم العنب وأشجار الفاكهة وشراب العنب والدبس والماعز وخلايا النحل، بإجمالي 2000 أكجة.
في عام 1838، تم تصنيف بيت سوريك كقرية إسلامية، تقع في قضاء بني مالك، غرب القدس. 
في عام 1863، لاحظ المستكشف الفرنسي فيكتور جورين وجود "قطعة جميلة من الجدار العتيق"، تتكون من عدة طبقات، مكونة من أحجار كبيرة.
أظهرت قائمة رسمية للقرى العثمانية تعود إلى عام 1870 تقريبًا أن "بيت سوريك" كان بها 32 منزلًا وبلغ عدد سكانها 125 نسمة، على الرغم من أن تعداد السكان شمل الرجال فقط.
في عام 1833، وصف مسحٌ أجرته مؤسسة أبحاث فلسطين (PEF ) لغرب فلسطين بيت سوريك بأنها "قرية حجرية صغيرة على قمة تل. إلى الشرق، في وادٍ منبسط، يوجد نبعٌ فيه ليمون وأشجار أخرى. يبدو أن المكان قديم، إذ توجد بالقرب منه مقابر منحوتة في الصخر."
في عام 1896 قُدِّر عدد سكان بيت سوريك بحوالي 264 شخصًا.
بحلول بداية القرن العشرين، استقر سكان بيت سوريك في بيت شنة بالقرب من الرملة ، مما جعلها تابعة لقريتهم الأصلية.

### عصر الإنتداب البريطاني
في تعداد فلسطين عام 1922 الذي أجرته سلطات الانتداب البريطاني ، بلغ إجمالي عدد سكان بيت سوريك 352 نسمة، وارتفع في تعداد عام 1931 إلى 432، مع 87 منزلًا. 
في إحصاءات عام 1945 بلغ عدد السكان 480،  بينما بلغت المساحة الإجمالية للأرض 6879 دونماً ، وذلك وفقاً لمسح رسمي للأراضي والسكان. ومن هذه المساحة، تم تخصيص 581 دونمًا للمزارع والأراضي المروية، و1827 دونمًا للحبوب، بينما تم تصنيف 33 دونمًا كمناطق مبنية.

### العصر الإردني
بعد النكبة الفلسطينية عام 1948، وبعد اتفاقيات الهدنة عام 1949، أصبحت بيت سوريك تحت الحكم الأردني.
في عام 1961، بلغ عدد سكان القرية 954 نسمة.

### ما بعد 1967
منذ حرب الأيام الستة عام 1967، أصبحت قرية بيت سوريك تحت الإحتلال الإسرائيلي.
في عام 1986 تم بناء مستوطنة هار أدار الإسرائيلية. قد صادرت الحكومة الإسرائيلية 456 دونمًا من أراضي بيت سوريك لهذا الغرض.
بعد اتفاقيات عام 1995، تم تصنيف 10.3% من أراضي القرية كمنطقة ب، بينما تم تصنيف 89.7% المتبقية كمنطقة ج .

## الإستيلاء والإستيطان
تعاني قرية بيت سوريك مثلها مثل باقي المدن الفلسطينية، حيث قامت قوات الإحتلال الإسرائيلي في بداية العام 1981 بمصادرة ما يقارب 1500 دونم من أراضي القرية الزراعية و أقامت عليها مستعمرة هارادار في الجهة الغربية من القرية، وفي لعام 2003 قامت قوات الإحتلال بمصادرة ما يقارب 500 دونم من الأراضي الزراعية في المنطقة الغربية للقرية وتجريف الأشجار بمحاذاة مستوطنة هارادار تحت ذريعة ما يسمى بالشارع الأمني لتلك المستوطنة. تقوم سلطات الاحتلال في الفترة الحالية باستغلال الوضع السياسي بمحاولة ضم ومصادرة آلاف الدونمات المزروعة تحت ذريعة ما يسمى بالسياج أو الجدار الفاصل المزعوم  حيث التهم الجدار الغاشم ما يقارب ثلاثة آلاف دونم.

## الخرب
- خربة الحوش
- خربة البواية
- خربة الجبل

وتحوي أراضي بيت سوريك عيون ماء لا زالت تروي أبناء القرية منها
1- عين ربد( تابعة لأراضي أبو صبح)
2- عين البلد (التحتي)
3- عين العليق
4- عين لوزا

## المؤسسات والخدمات
- مجلس محلي بيت سوريك
- جمعية بيت سوريك للتنمية والتطوير الريفي
- نادي بيت سوريك الرياضي
- منتدى بيت سوريك الجامعي
- مركز نسوي بيت سوريك
- مركز صحي بيت سوريك
- المدارس

## وصلات خارجية
- الموقع الإلكتروني للمجلس المحلي في بلدة بيت سوريك القدس
- - بيت سوريك في موقع "فلسطين في الذاكرة"
- نظرة من القمر الصناعي للبلدة
- خرائط ذات صلة خرائط تفصيلية للمحافظة